# 山口貢
山口 貢（やまぐち みつぐ、1958年1月8日 - ）は、日本の実業家。神戸製鋼所特任顧問。第21代神戸製鋼所代表取締役社長、日本鉄鋼連盟副会長を務めた。

## 経歴
北海道札幌市出身。1981年3月、北海道大学法学部卒業。4月1日、神戸製鋼所入社以来、ほぼ事務畑を歩んできた。神戸製鋼所経理課と本社の鉄鋼生産部門管理部で、20代のほとんどを神戸で過ごした。その後、産業用機械（産機）や圧縮機などを手掛ける機械部門へ。2016年に部門長に就任し、2017年にスウェーデンの産機メーカー買収を手掛けた。司令塔の経営企画部も経験し、全社の事業も見渡す視点も養った。
川崎博也会長兼社長の引責伴う緊急登板。打診は辞任表明翌日の2018年3月7日に受けたといい、「こういう時だからこそ」と即決した。「非主流」といえる機械部門からの起用は異例だが、兵庫県の関連会社からは「高付加価値分野を伸ばし、先を見据えた経営を」と期待の声が上がる。
2018年3月16日に東京都港区で開かれた就任の記者会見では、冒頭「多くの皆さまにご迷惑を掛け、改めて深くおわび申し上げる」と謝罪。不正は担当している機械事業でも見つかり「大変申し訳なく重く受け止めている」と述べた。その上で、自らが先頭に立って再発防止策を講じ、企業風土の改革を進めることで責任を果たすとした。安全性の検証に最優先で取り組む意向を示し、「『神戸製鋼は変わった』と思っていただけるよう、不退転の決意で変革に取り組む」と抱負を述べた。また「ものづくりの原点は技術に根差した確かな品質。そうした製品を安定的に供給することで信頼回復に努める」とも語る。信頼回復に向け、グループ約3万7千人の先頭に立つ。
2019年3月29日、神鋼の再発防止策を監視してきた外部有識者による品質監督委員会は、対策の進展に関する最終意見書を提出。山口貢社長ら経営陣と社員の対話活動を通じた企業風土改革や、アルミ・銅事業部門での検査データ自動化などの取り組みを「適切な方法や内容で、支障なく進んでいる」と評価した。今後も品質管理向上が見込まれるとして、監視活動を4月に設置される社外有識者と社内役員で構成する「品質マネジメント委員会」に引き継ぐ予定。
2019年4月1日に神戸本社で行われた入社式で、山口貢社長は出席した新入社員115人に「企業は信頼が全てであることを、私たちは身をもって痛感した。信頼を積み重ねるために、何をすべきかを常に自問自答し、実践に移すことが重要だ」と挨拶。企業風土改革などに触れ「皆さんの若く、明るく、元気な力を必要としている。持てる力を発揮し、グループをもり立てていきましょう」と激励した。
2024年3月をもって代表取締役社長を退任すると発表した。6月の株主総会をもって取締役を退任し、特任顧問に就任する。後任は代表取締役副社長執行役員の勝川四志彦。

## 略歴
- 1981年（昭和56年）4月1日 – 神戸製鋼所入社
- 2004年（平成16年）4月1日 – 経営企画部担当部長
- 2005年（平成17年）4月1日 – 機械エンジニアリングカンパニー企画管理部担当部長兼経営企画部担当部長
- 2005年（平成17年）7月1日 – 機械エンジニアリングカンパニー企画管理部担当部長
- 2006年（平成18年）4月1日 – 機械エンジニアリングカンパニー企画管理部長
- 2010年（平成22年）4月1日 – 理事、機械事業部門企画管理部長
- 2011年（平成23年）4月1日 – 執行役員・経営企画部長
- 2013年（平成25年）4月1日 – 常務執行役員・経営企画部、海外拠点（本社所管）の担当
- 2014年（平成26年）4月1日 – 常務執行役員・機械事業部門圧縮機事業部副事業部長、同資材調達部の担当、同企画管理部長
- 2014年（平成26年）10月1日 – 常務執行役員・機械事業部門圧縮機事業部副事業部長、同企画管理部、資材調達部の担当
- 2015年（平成27年）4月1日 – 専務執行役員・機械事業部門産業機械事業部長
- 2016年（平成28年）4月1日 – 専務執行役員・機械事業部門長
- 2016年（平成28年）6月22日 – 取締役専務執行役員・機械事業部門長
- 2017年（平成29年）4月1日 – 代表取締役副社長執行役員・機械事業部門長[4]
- 2018年（平成30年）4月1日 – 代表取締役社長、日本鉄鋼連盟副会長[5]

## 経営方針
経営方針については「素材、機械、電力を3本柱とする複合経営の成長戦略は変わらない」と強調。他社との事業提携などは従来通り「選択肢として排除しない」としたが、経営統合は否定した。

## 人物
中学・高校時代は、野球部に所属。座右の銘は「志は高く、ただし現実には謙虚であれ」。入社4～5年目に聞いた、当時の上司の言葉という。謙虚に現実に向き合うために「現場の生の声を聞く。まずは、私自身が各地の事業所に赴いて対話したい」と表情を引き締めた。娘2人の父親でもある。保有株式数9,900株。

## 趣味
- ゴルフ
- スポーツ観戦
- 映画鑑賞